# Jean-Luc Gag
Pour les articles homonymes, voir Gag.
Jean-Luc Gagliolo, dit Gag, est un écrivain français en niçois.

## Biographie
Fils de Pierre-Louis Gag, Jean-Luc Gagliolo naît en 1963 à Nice.
Après des études à l'École supérieure de commerce de Marseille, il fait ses débuts comme fondé de pouvoir.
Mais il décide par la suite de présenter le CAPES d'occitan-langue d'oc pour enseigner cette discipline.
Il collabore également au théâtre niçois de Francis Gag, fondé par son grand-père.
Depuis 2014, il est conseiller municipal puis adjoint au maire de Nice.

## Ouvrages
- Éd. avec Pierre-Louis Gag de Francis Gag, Théâtre niçois, Nice, Serre, 1998  (ISBN 2-86410-290-0)  — édition complète de son œuvre théâtrale.
- Avec Pierre-Louis Gag, Titoun e Vitourina, Serre, 2001  (ISBN 2-86410-337-0).
- L'Oste de li Dama, Serre, 2001  (ISBN 2-86410-338-9)  — adaptation libre de L'Hôtel du libre échange de Georges Feydeau.
- Suchessioun, Serre, 2005  (ISBN 2-86410-424-5).
- Santìssimou bambino, Serre, 2006  (ISBN 2-86410-450-4).
- Nouòça, amour e cinemà, Serre, 2008  (ISBN 978-2-86410-496-4).
- Raça 'stirassa !, Serre, 2010  (ISBN 978-2-86410-538-1)  — inspiré de Carlo Goldoni et Francis Gag.
- Gusta s'embila, Serre, 2012  (ISBN 978-2-86410-578-7).
- Nice and Bella, Serre, 2014  (ISBN 978-2-86410-604-3).
- Victorine et Titoun : mai aqui !, Serre, 2016  (ISBN 978-2-86410-627-2).
- Trad. avec Pierre-Louis Gag de Denis Bensa (d), Li Mai Bouòni Receta de la countéa de Nissa, Saint-Laurent-du-Var, Mémoires millénaires, 2017  (ISBN 978-2-919056-60-6).
- Falabrac à la Victorine : Nissa, 1958, Serre, 2019  (ISBN 978-2-86410-653-1).

## Prix
- Grand lauréat des jeux floraux du Félibrige en 2011[1].
- Grand prix littéraire de Provence en 2017[1].